# Hydrophorus hirpicifer
Hydrophorus hirpicifer är en tvåvingeart som beskrevs av Hurley 1985. Hydrophorus hirpicifer ingår i släktet Hydrophorus och familjen styltflugor. Inga underarter finns listade i Catalogue of Life.